# Tour dels Aeroports
El Tour dels Aeroports (oficialment Tour des aéroports) és una cursa ciclista per etapes que es disputa a Tunísia. La primera edició es disputà el 1997 i ha tingut diversos parèntesis en què no s'ha disputat, el 2004 i 2005, de 2011 a 2016 i de 2020 a 2022. El 2006 i 2007 formà part del calendari UCI Àfrica Tour amb una categoria 2.2.
La cursa és organitzada per l'Oficina d'Aviació Civil i Aeroports i la Federació de Tunísia de Ciclisme, en col·laboració amb l'Agrupació Constitucional Democràtica.

## Palmarès
| Any       | Vencedor             | Segon                 | Tercer              |
| --------- | -------------------- | --------------------- | ------------------- |
| 1997      | Lemjed Belkadhi      |                       |                     |
| 1998      | Omar Slimane Zitoune |                       |                     |
| 1999      | Sayed Mohammed       |                       |                     |
| 2000      | Yvonnick Bolgiani    |                       |                     |
| 2001      | Jean-Charles Fabien  |                       |                     |
| 2002      | Jérôme Bouchet       |                       |                     |
| 2003      | Aurélien Passeron    |                       |                     |
| 2004-2005 | ?                    | ?                     | ?                   |
| 2006      | Hassen Ben Nasser    | Olivier Lefrancois    | Benjamin Cantournet |
| 2007      | Ahmed Mohammed Ali   | Abdelkader Belmokhtar | Redouane Chabaane   |
| 2008      | Cherif Merabet       |                       |                     |
| 2009      | Abdelati Saadoune    | Ahmed Mraihi          | Adil Jelloul        |
| 2010      | Adil Jelloul         |                       |                     |
| 2011-2016 | No disputada         | No disputada          | No disputada        |
| 2017      | Matthias Legley      | Hassen Ben Nasser     | Abdelraouf Bengayou |
| 2018 ·    | Hamza Mansouri       | Youcef Reguigui       | Vincent Louiche     |
| 2019      | Yacine Hamza         | Ismail Lallouchi      | Abdellah Ben Youcef |